# Imperatritsa Ekaterina Velikaia (couraçado)
O Imperatritsa Ekaterina Velikaia (Императрица Екатерина Великая) foi um couraçado operado pela Marinha Imperial Russa e a segunda embarcação da Classe Imperatritsa Maria, depois do Imperatritsa Maria e seguido pelo Imperator Alexandr III. Sua construção começou em outubro de 1911 nos estaleiros da ONZiV e foi lançado ao mar em junho de 1914, sendo comissionado na frota russa em outubro de 1915. Era armado com uma bateria principal composta por doze canhões de 305 milímetros montados em quatro torres de artilharia triplas, tinha um deslocamento normal de 25 mil toneladas e conseguia alcançar uma velocidade máxima de 21 nós (39 quilômetros por hora).
O Imperatritsa Ekaterina Velikaia entrou em serviço na Primeira Guerra Mundial e atuou no Mar Negro. Ele participou de operações contra o Império Otomano dando cobertura para forças de bombardeio litorâneo compostas de antigos pré-dreadnoughts, brevemente entrando em combate contra o cruzador de batalha Yavuz Sultan Selim e contra o cruzador rápido Midilli. Foi renomeado para Svobodnaia Rossia (Свободная Россия) em abril de 1917 após o início da Revolução Russa e continuou operando contra os otomanos. O navio foi deliberadamente afundado em junho de 1918 para que não fosse capturado pelos alemães, com seus destroços sendo desmontados na década de 1920.

## Características
As Fábricas Associadas dos Estaleiros de Nikolaev (ONZiV) receberam em 1911 o contrato para a construção de um dos couraçados da Classe Imperatritsa Maria, porém a empresa não tinha uma equipe de projeto experiente, assim a britânica Vickers foi contratada para ajudar na criação de plantas detalhadas a partir de um esboço preliminar. Os consultores, a partir da tendência de sobrepeso dos navios russos, recomendaram que o casco fosse ampliado a fim de criar uma reserva de flutuabilidade maior, algo que o Ministério Naval concordou apesar dos custos extras.
O Imperatritsa Ekaterina Velikaia tinha 169,5 metros de comprimento de fora a fora e uma boca de 28 metros, 1,47 metros mais longo e sessenta centímetros mais largo que seus irmãos. O calado exato é desconhecido, mas a embarcação estava com um de 8,7 metros durante seus testes marítimos. Seu deslocamento normal de 25 039 toneladas, aproximadamente novecentas toneladas a mais do que seu deslocamento projetado de 24 165 toneladas. O sistema de propulsão tinha vinte caldeiras triangulares Yarrow mistas que alimentavam quatro conjuntos de turbinas a vapor Parsons. Estas tinham uma potência indicada de 27,2 mil cavalos-vapor (vinte mil quilowatts), mas alcançaram 34 mil cavalos-vapor (25 mil quilowatts) durante seus testes marítimos, para uma velocidade máxima de 21 nós (39 quilômetros por hora). Podia carregar carvão e óleo combustível suficientes para uma autonomia de três mil milhas náuticas (5,6 mil quilômetros) a uma velocidade de dez nós (dezenove quilômetros por hora). Toda a energia elétrica a bordo era produzida por três turbo-geradores Curtiss de 360 quilowatts e duas unidades auxiliares de duzentos quilowatts.
Era armado com uma bateria principal composta por doze canhões Obukhovskii Padrão 1907 de 305 milímetros montados em quatro torres de artilharia triplas dispostas pelo decorrer do comprimento da embarcação. Seu armamento secundário consistia em vinte canhões B7 Padrão 1913 de 130 milímetros montados em casamatas no casco. Estas ficavam divididas em dois grupos: seis em cada lateral da primeira torre de artilharia até a segunda chaminé, enquanto as restantes ficavam na altura da última torre de artilharia. Também foi equipado com três canhões antiaéreos de 75 milímetros, um no topo de primeira torre de artilharia e os outros dois no topo da última torre. Por fim, havia quatro tubos de torpedo de 450 milímetros submersos, dois em cada lateral. O cinturão de blindagem tinha entre 124 e 262 milímetros de espessura. O convés era protegido por uma blindagem entre nove e 37 milímetros. As torres de artilharia tinham laterais de 250 milímetros e tetos de 125 milímetros, ficando em cima de barbetas com 250 milímetros acima do convés superior e 125 milímetros abaixo. Por fim, a torre de comando tinha laterais de trezentos milímetros e teto de duzentos.

## História

### Início de serviço

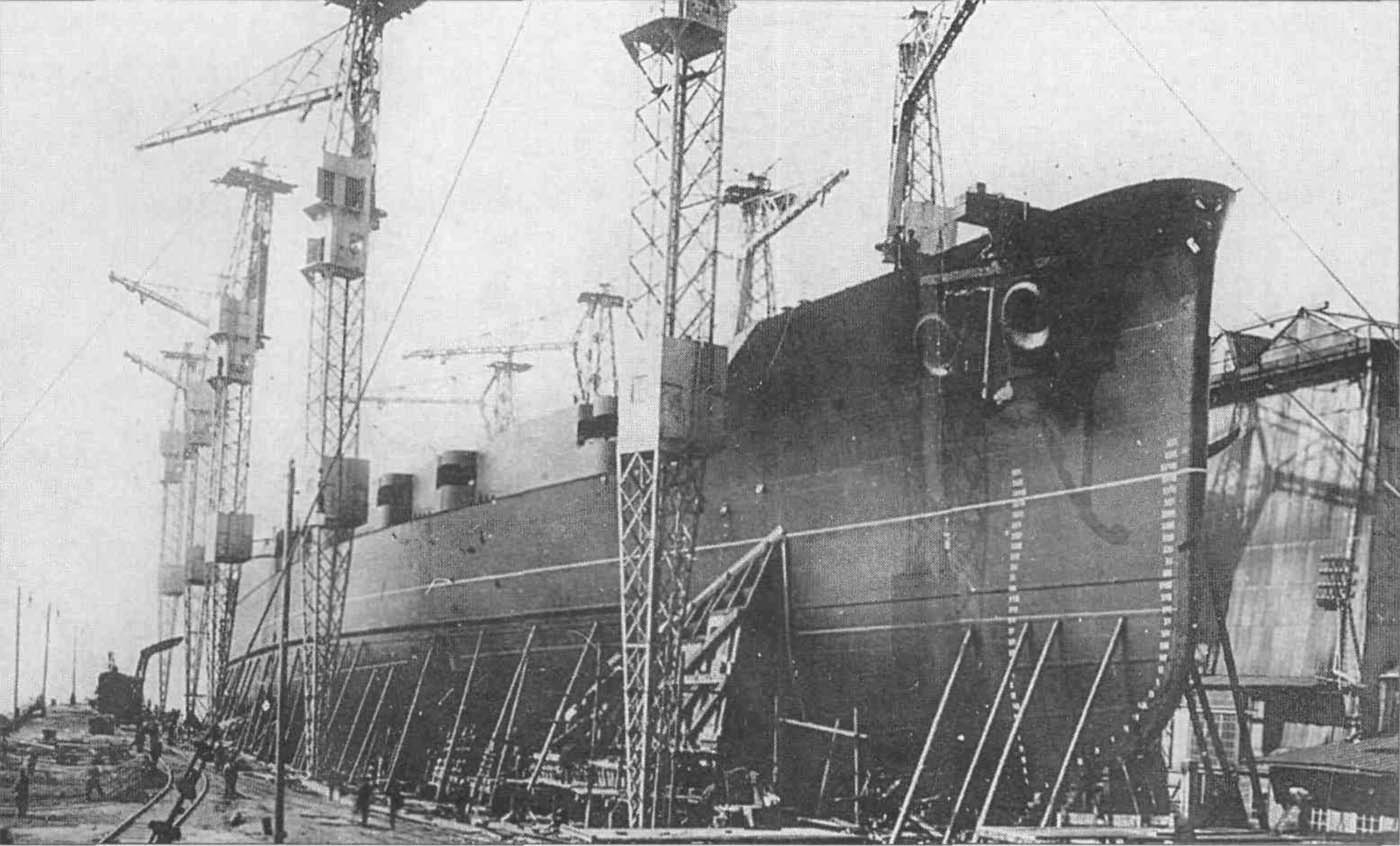
O Imperatritsa Ekaterina Velikaia em construção em 1914

O Imperatritsa Ekaterina Velikaia foi construído pelos estaleiros da ONZiV em Nikolaev. Seu batimento de quilha ocorreu em 30 de outubro de 1911 originalmente com o nome de Ekaterina II, mas este foi apenas um evento cerimonial já que o projeto ainda não tinha sido finalizado e nem o contrato assassinado. O aumento das dimensões do navio em relação aos seus navios-irmãos fez com que seu custo aumentasse em dois milhões de rublos e adiasse o início das obras em três meses. Foi lançado ao mar em 6 de junho de 1914, renomeado em 27 de junho de 1915 e finalizado em 18 de outubro. Passou o restante de 1915 realizando testes marítimos.
O couraçado quase foi afundado em 5 de janeiro de 1916 pelo contratorpedeiro Bistri, quando este lançou sete torpedos contra o Imperatritsa Ekaterina Velikaia por confundi-lo com um navio inimigo, mas todos erraram. Três dias depois encontrou o cruzador de batalha otomano Yavuz Sultan Selim, que estava perseguindo os contratorpedeiros Pronzitelni e Leitenant Shestakov depois destes terem afundado o carvoeiro SS Carmen mais cedo naquela manhã. Os contratorpedeiros alertaram o Imperatritsa Ekaterina Velikaia da perseguição e o couraçado aumentou sua velocidade em uma tentativa de interceptar o cruzador de batalha. As duas embarcações abriram fogo a uma distância de vinte quilômetros e o Yavuz Sultan Selim disparou cinco salvas sem acertar o alvo antes de recuar. O Imperatritsa Ekaterina Velikaia disparou 96 projéteis, mas infligiu apenas danos de estilhaços. O couraçado estava escoltando dois porta-hidroaviões em 9 de março para um ataque contra Varna, na Bulgária, quando a operação foi cancelada por um contratorpedeiro ter batido em uma mina naval e afundado enquanto fazia o reconhecimento do porto. A embarcação ajudou a dar cobertura no final do mês para para 36 navios de transporte entre Odessa e Novorossiisk em preparação para desembarques anfíbios que ocorreriam no mês seguinte. O Imperatritsa Ekaterina Velikaia teve um breve confronto com o cruzador rápido otomano Midilli em 4 de abril, atacando-o por quinze minutos sem acertá-lo. Entretanto, outras fontes afirmam que este confronto ocorreu no dia 19 e que a couraçado russo envolvido era na verdade o Imperatritsa Maria, navio-irmão do Imperatritsa Ekaterina Velikaia.
O Imperatritsa Ekaterina Velikaia e o Imperatritsa Maria fizeram uma surtida em 4 de julho a partir de Sebastopol em uma tentativa de interceptarem o Yavuz Sultan Selim e o Midilli enquanto estes retornavam de uma ação de bombardeio contra o porto russo de Tuapse, tendo sido alertados por transmissões de rádio interceptadas. Os navios otomanos desviaram para o norte e evitaram os russos ao navegarem próximos do litoral búlgaro até retornarem ao Bósforo. O Imperatritsa Ekaterina Velikaia escoltou outro porta-hidroaviões para um ataque contra Varna em 25 de agosto, mas aeronaves alemães contra-atacaram e danificaram um dos contratorpedeiros de escolta.

### Últimos anos

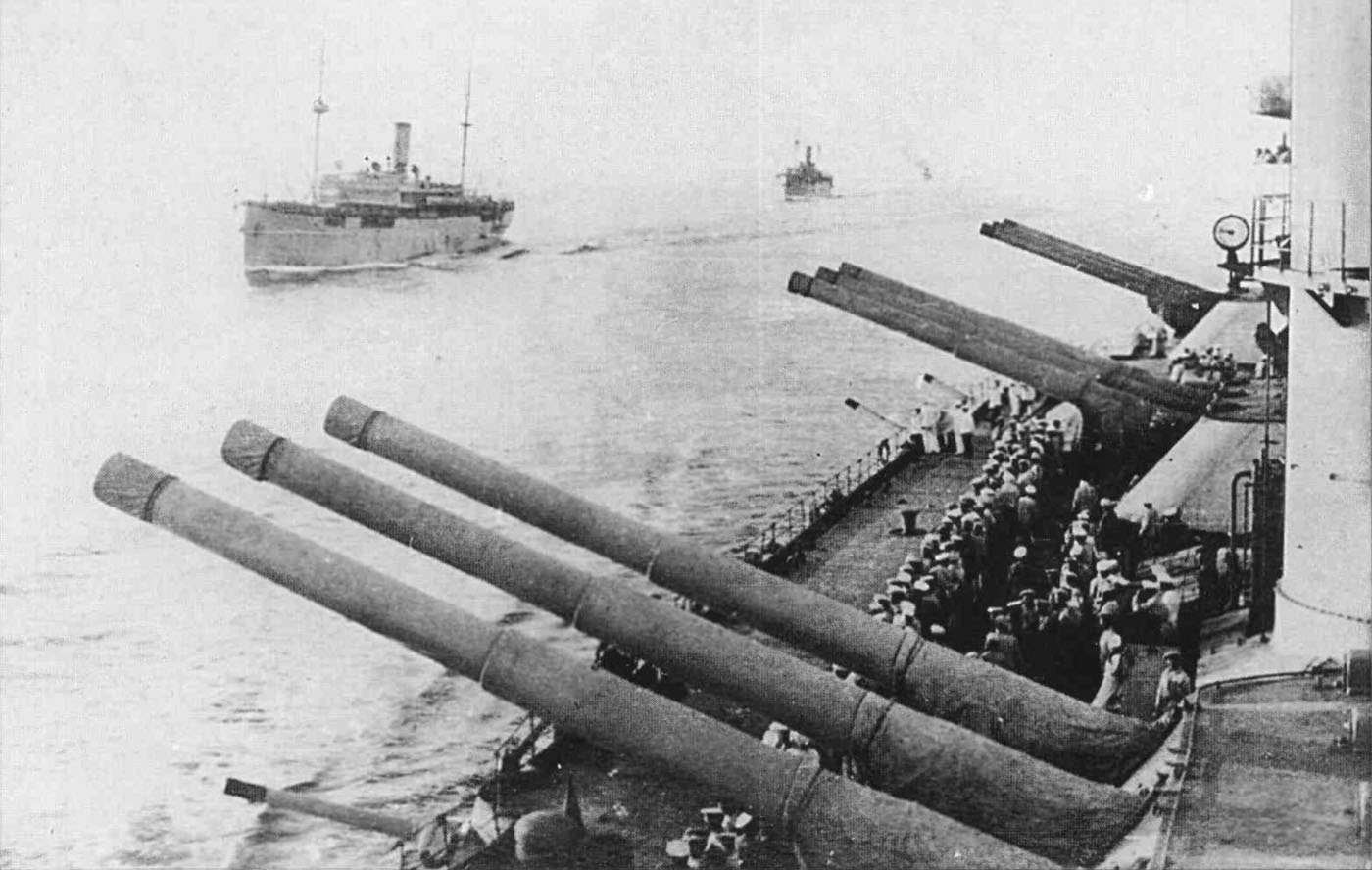
O Imperatritsa Ekaterina Velikaia com seus canhões virados para estibordo

O navio patrulhou o litoral noroeste da Anatólia entre 5 e 9 de janeiro de 1917 junto com três couraçados pré-dreadnought e o cruzador protegido Pamiat' Merkuria, ajudando a fundar 39 cargueiros. Fez mais um cruzeiro pelo litoral da Anatólia de 23 a 25 de fevereiro com três contratorpedeiros e o Pamiat' Merkuria, afundando três embarcações. A Revolução Russa estourou em março e o navio foi renomeado em 29 de abril para Svobodnaia Rossia. Fez parte de uma força de cobertura para operações de criação de campos minados na saída do Bósforo  entre 17 e 24 de maio. Um mês depois deu cobertura para outra operação do tipo, brevemente enfrentando o Midilli enquanto este retornava de uma surtida até o delta do Danúbio. O Svobodnaia Rossia ajudou a dar cobertura em 24 de agosto para uma incursão no porto de Ordu. Recebeu ordens em 1º de novembro para interceptar o Midilli, mas sua tripulação se recusou e o couraçado retornou para Sebastopol. Operações ofensivas navais foram encerradas no início de novembro em resposta ao Decreto sobre Paz bolchevique, com um armistício formal com os Impérios Centrais sendo assassinado no mês seguinte.
O couraçado partiu de Sebastopol para Novorossiisk em 30 de abril de 1918 pois tropas alemãs estavam se aproximando da cidade. O Svobodnaia Rossia foi deliberadamente afundado em 19 de junho no porto de Novorossiisk por quatro torpedos lançados pelo contratorpedeiro Kerch para que não fosse entregue aos alemães, como havia sido determinado pelo Tratado de Brest-Litovski. O quarto torpedo causou uma enorme explosão e o navio emborcou e afundou em quatro minutos. Não houve tentativas de reflutuar os destroços, mas projéteis de 305 milímetros a bordo foram recuperados. Cargas explosivas foram repetidas vezes usadas para acessar seus depósitos de munição até 1930, quando uma carga detonou uma ogiva de torpedo, que por sua vez fez um depósito de pólvora próximo explodir e criar uma coluna de água de mais de cem metros de altura. Ninguém se feriu e trabalhos desse tipo foram encerrados, porém partes de seus motores e caldeiras foram depois recuperados.